# Claudia Rojas Campos
Claudia Rojas Campos (5 de agosto de 1970) es una abogada chilena que se desempeñó como Intendenta de la región de Tarapacá, cargo que asumió el 13 de julio de 2015 y finalizó el 11 de marzo de 2018.

## Estudios
Egresó de la carrera de Derecho de la Pontificia Universidad Católica de Chile. Cuenta con un Magíster en Derecho de la Empresa de la misma universidad y es candidata a Magíster en Derecho Ambiental en la Universidad de Chile.